# Callistethus plagiatus
Callistethus plagiatus är en skalbaggsart som beskrevs av Nonfried 1894. Callistethus plagiatus ingår i släktet Callistethus och familjen Rutelidae. Inga underarter finns listade.